# Факултет по морски науки и екология (ТУ, Варна)
Факултет по морски науки и екология е най-младото звено в структурата на Технически университет Варна. Декан на факултета е доц. д-р инж.Николай Минчев.

## История
Факултетът е учреден като нова важна структура в състава на университета.Bduw. Факултетът включва в себе си и някои основополагащи катедри, които са в основата на техническото знание. Създаден е след учредяването му от Академичния съвет и решението за създаването му от изпълнителната власт.

## Структура

### катедра Физика
Физика е може би една от най-важните дисциплини за развитието на инженерните науки. Във ВМЕИ-Варна катедрата съществува още от началото на първата учебна година института през 1963. Катедрата просъществува в структурата на Електротехническия факултет. Първотачално катедрата е комплектована с като „Физика и химия“. Като самостоятелна катедра е обявена през 1976.

#### Ръководители на катедрата
- доц. Кирил Петров Казанджиев(1963-1983)
- доц.д-р Янко Божинов(1984-1989)
- доц.д-р Илка Йорданова Илиева(1990-1999)
- доц.д-р Валентин Люцканов Люцканов(1999-)

### катедра Екология и опазване на околната среда
Катедра Екология и опазване на околната среда е съвременно направление, изключително важно за бъдещето на човешката циливизация. В основата от знания се преплитат различни познания по физика, химия и други естествени и технически науки.

#### Ръководители на катедрата
- доц. д-р инж. Николай Минчев

### катедра Растениевъдство
Катедрата обучава студенти в областта на агрономството.

#### Ръководители на катедрата
- доц. д-р Драгомир Пламенов Димитров

### катедра Икономика и мениджмънт
Катедрата е създадена в далечната 1966. Нейните първи преподаватели са проф. д-р Никола Кърклисийски (пръв ръководител катедра) и доц. д-р Иванка Чобанянева. Катедрата обучава студенти от различни специалности в университета за да получат подходящото икономическо направление. През 1991 е приет първият випуск от специалност „Индустриален мениджмънт“.

#### Ръководители на катедрата
- проф. д-р Никола Кърклисийски,
- доц. д-р Марин Кънчев
- доц. д-р Иванка Чобанянева
- доц. д-р инж. Георги Райков
- доц. д-р Фани Узунова
- доц. д-р инж. Димитричка Македонска
- доц. д-р инж. Светлана Димитракиева

### катедра Корабоводене, управление на транспорта и опазване чистотата на водните пътища
Към тази катедра е създаден „Морски квалификационен център“. Инженерите завършили катедрата отговарят за морските комуникации.

#### Ръководители на катедрата
- доц. д-р инж. Чавдар Бранимиров Орманов